# Altaír
Altaír (α Aquilae / α Aql / 53 Aql) es la estrella más brillante de la constelación de Aquila «El Águila». Los árabes, que también veían en esta constelación una gran águila volando, la llamaron Al-Nisr Al-Ṭa'ir, de donde derivó el nombre de Altaír.
Ocupa el duodécimo lugar en orden de brillo entre todas las estrellas del cielo. Su magnitud en banda B (filtro azul) es 0.99, su magnitud en banda V (filtro verde) es 0.77. Está  a 16 años luz del sistema solar, acercándose a razón de 26.1 m/s.
Es un astro magnífico, unas cuatro veces más voluminoso que nuestro Sol, de tipo espectral A (color blanco, igual que Sirio) y muchísimo más joven, con solo 630 millones de años de edad. La temperatura superficial de este tipo espectral oscila entre 7500 y 11 000 K, y el espectro presenta líneas intensas del hidrógeno, el calcio ionizado y otros metales ionizados, además de líneas débiles del helio.
Esta estrella, junto con Vega (α Lyrae) y Deneb (α Cygni), configuran en el cielo del hemisferio norte lo que se conoce como el triángulo de verano, cuyo centro  es la estrella Albireo (β Cygni).
Altaír posee una de las velocidades de rotación más altas que se conocen, solo inferior a las de las estrellas de neutrones y las enanas blancas. El periodo de rotación es solo de 6 horas 30 minutos y sus estratos periféricos ecuatoriales se mueven a la velocidad de 250 km/s. La rápida rotación axial de Altaír se supone que está relacionada con la joven edad de la misma y resalta inmediatamente al examinar el espectro, cuyas líneas aparecen considerablemente ensanchadas debido al claro desfase en longitud de onda, de la radiación emitida por las partes de la estrella que se aproximan, con relación a la que proviene de las que se alejan. Debido a las grandes fuerzas centrífugas que se desarrollan en el interior de su propia masa, la estrella ha tomado forma achatada y su diámetro ecuatorial es un 20 % mayor que el polar. Asimismo se verificó el fenómeno propio de estrellas de alta rotación conocido como «oscurecimiento gravitatorio».
Altaír es una variable de tipo Delta Scuti y una doble óptica: tiene una compañera de magnitud +10 que, por el movimiento propio de Altaír, se está alejando de ella; actualmente la separación ha alcanzado un valor de 165 segundos de arco.

## Características físicas

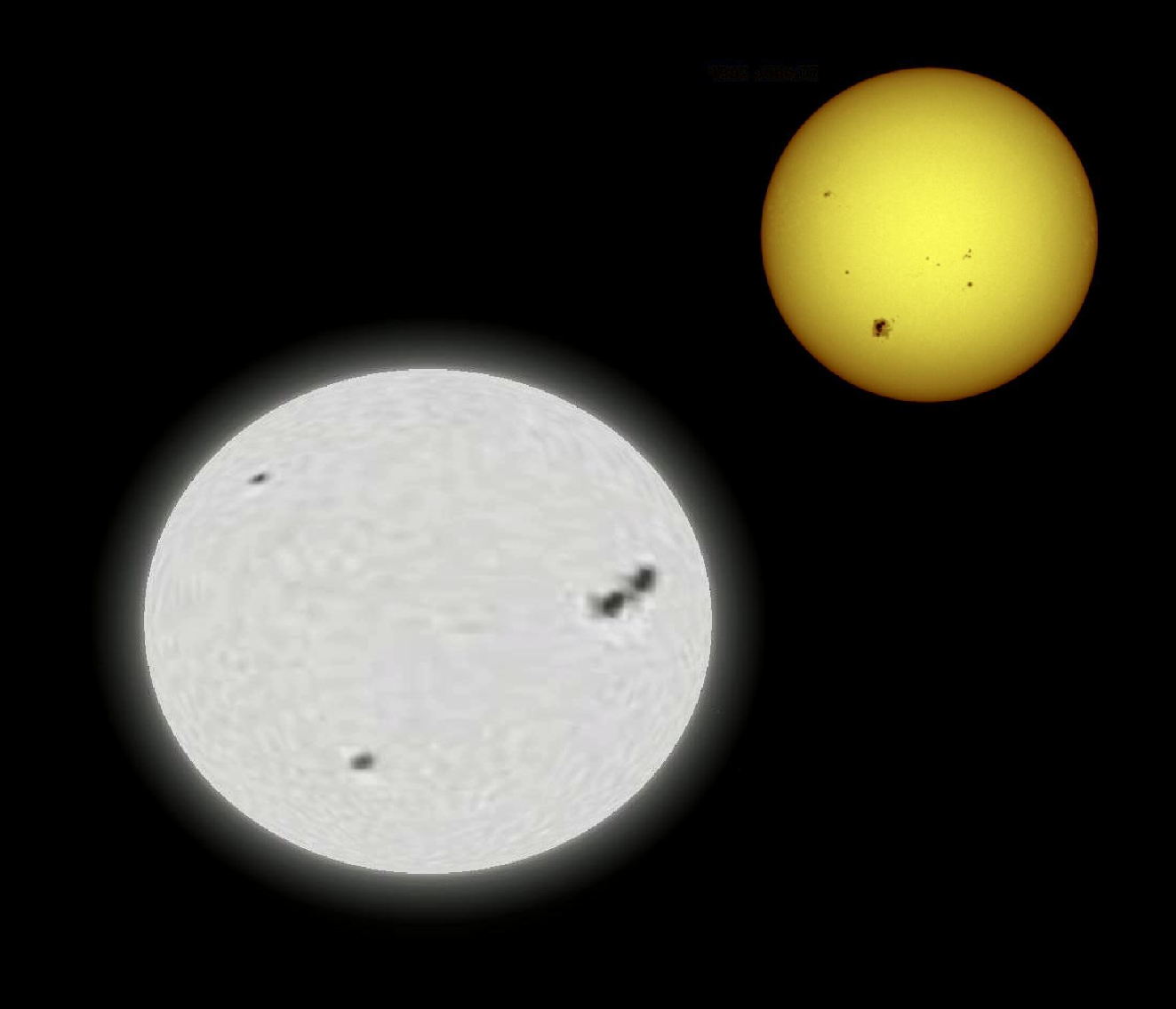
Altair en comparación con el Sol.

Junto con β Aquilae y γ Aquilae, Altaír forma la conocida línea de estrellas a veces denominada Familia de Aquila o Eje de Aquila.
Altaír es una estrella de secuencia principal de tipo A con aproximadamente 1.8 veces la masa del Sol y 11 veces su luminosidad. Se cree que es una estrella joven cercana a la secuencia principal de edad cero, con unos 100 millones de años, aunque estimaciones anteriores daban una edad más cercana a los mil millones de años. Altaír gira rápidamente, con un periodo de rotación de menos de ocho horas. A modo de comparación, el ecuador del Sol realiza una rotación completa en poco más de 25 días, pero la rotación de Altaír es similar y ligeramente más rápida que las de Júpiter y Saturno. Al igual que esos dos planetas, su rápida rotación obliga a la estrella a ser oblata; su diámetro ecuatorial es más de un 20 por ciento mayor que su diámetro polar.

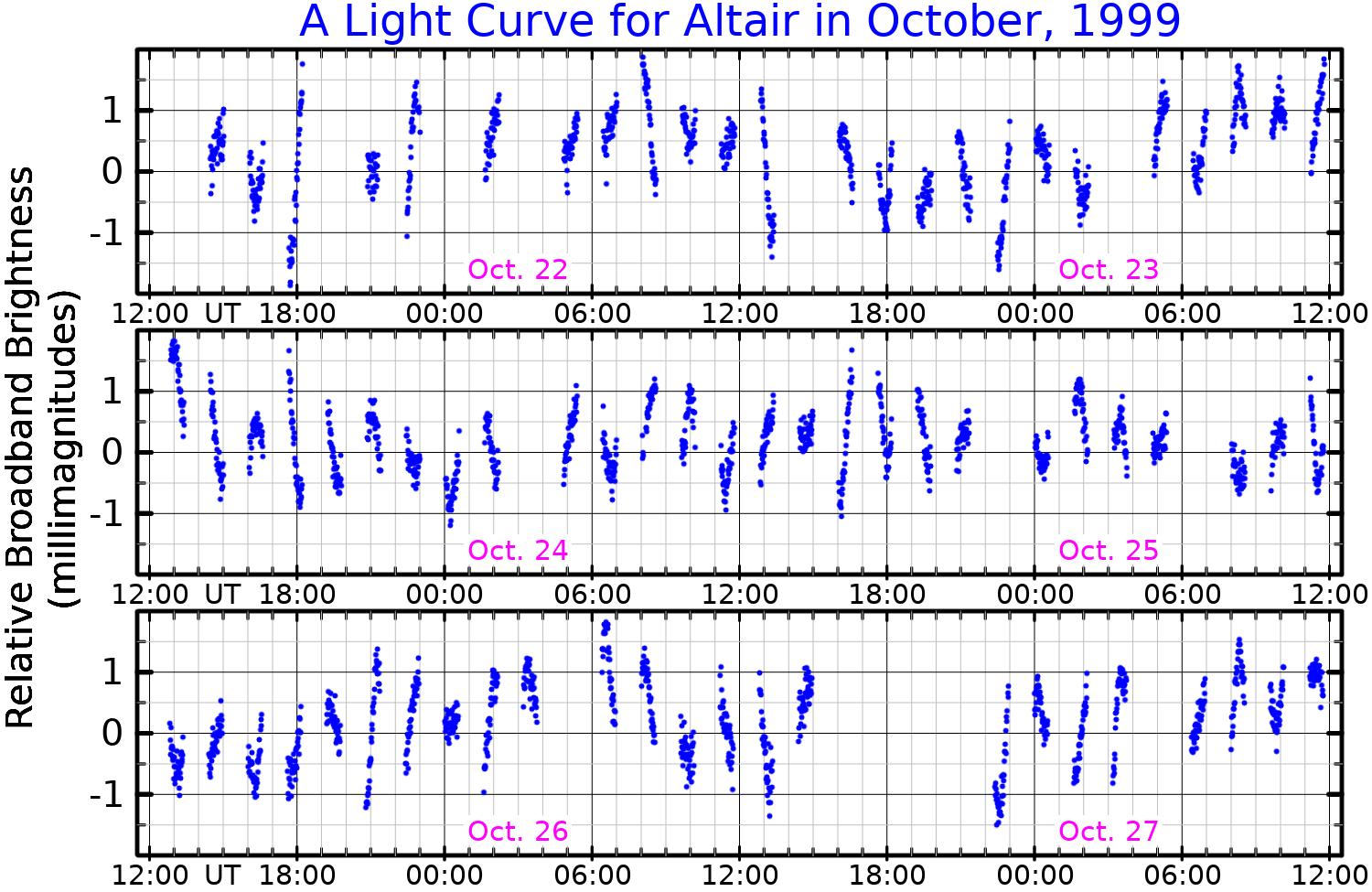
Curva de luz de Altair, adaptada de Buzasi et al. (2005).

Las mediciones satelitales realizadas en 1999 con el Wide Field Infrared Explorer mostraron que el brillo de Altair fluctúa ligeramente, variando en apenas unas milésimas de magnitud con varios periodos diferentes inferiores a 2 horas. Como resultado, en 2005 fue identificada como una estrella variable Delta Scuti. Su curva de luz puede aproximarse sumando varias ondas sinusoidales, con periodos que oscilan entre 0.8 y 1.5 horas. Es una fuente débil de emisión de rayos X coronal, y las fuentes de emisión más activas se localizan cerca del ecuador de la estrella. Esta actividad puede deberse a la formación de células de convección en las zonas más frías de la estrella.

### Efectos de rotación

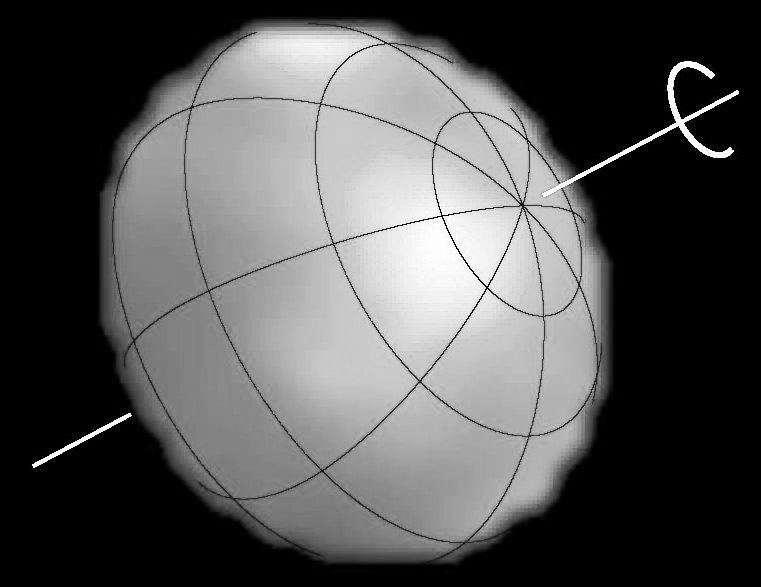
Imagen directa de Altair, tomada con el conjunto CHARA.

El diámetro angular de Altaír fue medido interferométricamente por R. Hanbury Brown y sus colaboradores en el Observatorio de Narrabri en la década de 1960. Encontraron un diámetro de 3 miliarcosegundos. Aunque Hanbury Brown et al. se dieron cuenta de que Altaír estaría aplanada rotacionalmente, no tenían datos suficientes para observar experimentalmente su oblatura. Más tarde, utilizando mediciones interferométricas infrarrojas realizadas por el Interferómetro del Banco de Pruebas de Palomar en 1999 y 2000, se descubrió que Altaír era achatado. Este trabajo fue publicado por G. T. van Belle, David R. Ciardi y sus coautores en 2001.
La teoría predice que, debido a la rápida rotación de Altaír, su gravedad superficial y su temperatura efectiva deberían ser menores en el ecuador, haciendo que éste sea menos luminoso que los polos. Este fenómeno, conocido como oscurecimiento gravitatorio o efecto von Zeipel, fue confirmado para Altaír por medidas realizadas por el Interferómetro Óptico de Precisión de la Armada en 2001, y analizado por Ohishi et al. (2004) y Peterson et al. (2006). Además, A. Domiciano de Souza et al. (2005) verificaron el oscurecimiento gravitatorio usando las medidas realizadas por los interferómetros Palomar y de la Armada, junto con nuevas medidas realizadas por el instrumento VINCI en el VLTI.
Altaír es una de las pocas estrellas de las que se ha obtenido una imagen directa. En 2006 y 2007, J. D. Monnier y sus colaboradores produjeron una imagen de la superficie de Altaír a partir de observaciones infrarrojas realizadas en 2006 con el instrumento MIRC en el interferómetro de conjunto CHARA; era la primera vez que se obtenía una imagen de la superficie de cualquier estrella de la secuencia principal, aparte del Sol. La imagen en falso color se publicó en 2007. El radio ecuatorial de la estrella se estimó en 2.03 radios solares y el radio polar en 1.63 radios solares, lo que supone un aumento del 25 % del radio estelar del polo al ecuador. El eje polar está inclinado unos 60° respecto a la línea de visión desde la Tierra.

## Etimología, mitología y cultura

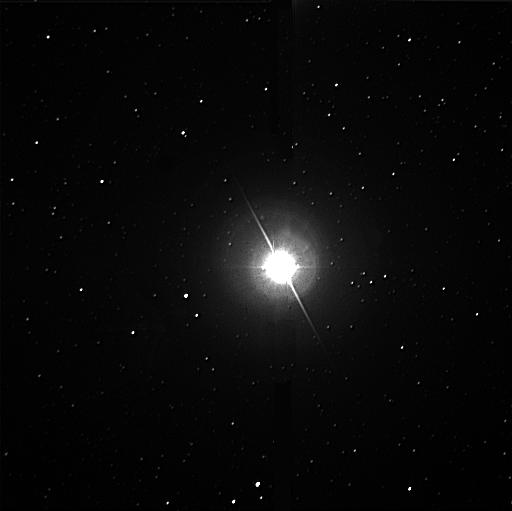
Altair.

El término Al-Nisr Al-Ṭa'ir apareció en el catálogo de Al Achsasi al Mouakket, que se tradujo al latín como Vultur Volans Este nombre fue aplicado por los árabes al asterismo de Altair, β Aquilae y γ Aquilae y probablemente se remonta a los antiguos babilonios y sumerios, que llamaban a Altaír «la estrella águila».: 17–18  También se ha utilizado la grafía Ataír. Los astrolabios medievales de Inglaterra y Europa occidental representaban a Altaír y Vega como aves.
El pueblo koori de Victoria también conocía a Altaír como Bunjil, el águila de cola en cuña, y β y γ Aquilae son sus dos esposas los cisnes negros. Los habitantes del río Murray conocían a la estrella como Totyerguil. El río Murray se formó cuando Totyerguil, el cazador, alanceó a Otjout, un bacalao gigante del Murray que, herido, agitó un canal a través del sur de Australia antes de entrar en el cielo como la constelación Delphinus.: 115 
En la creencia china, el asterismo formado por Altaír, β Aquilae y γ Aquilae se conoce como Hé Gǔ (河鼓; lit. ‘tambor de río’). El nombre chino de Altair es, por tanto, Hé Gǔ èr (河鼓二; lit. ‘tambor del río dos’, que significa la "segunda estrella del tambor del río"). Sin embargo, Altair es más conocida por sus otros nombres: Qiān Niú Xīng (牵牛星 / 牽牛星) o Niú Láng Xīng (牛郎星), traducido como la estrella del pastor de vacas. Estos nombres son una alusión a una historia de amor, El pastor de vacas y la tejedora, en la que Niulang (representado por Altaír) y sus dos hijos (representados por β Aquilae y γ Aquilae) están separados respectivamente de su esposa y su madre Zhinu (representada por Vega) por la Vía Láctea. Sólo se les permite reunirse una vez al año, cuando las urracas forman un puente que les permite cruzar la Vía Láctea.
Los habitantes de Micronesia llamaban a Altaír Mai-lapa (‘fruto del pan grande/viejo’), mientras que los maoríes llamaban a esta estrella Poutu-te-rangi (‘pilar del cielo’).
En la astrología occidental, la estrella era de mal agüero y presagiaba el peligro de los reptiles.
Esta estrella es uno de los asterismos utilizados por los marineros Bugis para la navegación, llamado bintoéng timoro (‘estrella del este’).
El 13 de diciembre de 2007, la NASA anunció que Altaír sería el nombre del Módulo de Acceso a la Superficie Lunar (LSAM). El hidroavión de fabricación rusa Beriev Be-200 Altaír también lleva el nombre de la estrella.
Cuento: 
La Promesa de Altair
Lena y Adrián se conocieron de niños en un pequeño pueblo donde las noches eran tan claras que se podían ver miles de estrellas sin necesidad de telescopio. Su lugar favorito siempre fue un viejo granero en las afueras, desde donde observaban el cielo y se contaban historias sobre las constelaciones.
Una noche, Adrián le señaló una estrella en la constelación del Águila.
—Se llama Altair —le explicó—. Es una de las estrellas más brillantes del cielo. En una leyenda japonesa, representa a un joven que cada año cruza el cielo para encontrarse con su amada, Vega.
Lena sonrió.
- Entonces, si algún día nos separamos, me buscarás en Altair.
- Te lo prometo.                                                  Los años pasaron y la vida los llevó por caminos distintos. Adrián se mudó a la ciudad para estudiar astronomia, mientras que Lena se quedó en el pueblo, trabajando en una biblioteca. La distancia hizo que poco a poco perdieran contacto, pero nunca olvidaron aquella promesa. Una noche, muchos años después, Lena recibió una carta sin remitente. En ella solo había una frase:  "Mira hacia Altair esta noche."  Intrigada, subió al viejo granero y levantó la vista al cielo. Justo en ese momento, un haz de luz cruzó el firmamento, pasando junto a la estrella. Era una estrella fugaz.  Entonces escuchó pasos detrás de ella. Se giró y allí estaba Adrián, con la misma sonrisa de siempre.
  - Sabía que vendrías -susurró Lena.
    - Siempre. Te lo prometi.  Bajo la luz de Altair, se abrazaron, sabiendo que el universo, de alguna manera, siempre los había mantenido unidos.